# Macroscelesia aritai
Macroscelesia aritai is een vlinder uit de familie wespvlinders (Sesiidae), onderfamilie Sesiinae.
Macroscelesia aritai is voor het eerst wetenschappelijk beschreven door Kallies & Garrevoet in 2001. De soort komt voor in het Oriëntaals gebied.